# Ólafur Jóhannesson
Ólafur Jóhannesson (ur. 1 marca 1913 w m. Stóra-Holt, zm. 20 maja 1984) – islandzki polityk i prawnik, długoletni parlamentarzysta, minister w różnych resortach, w latach 1968–1979 przewodniczący Partii Postępu, w latach 1971–1974 i 1978–1979 premier Islandii.

## Życiorys
Absolwent prawa na Uniwersytecie Islandzkim. Kształcił się na studiach podyplomowych w Sztokholmie i Kopenhadze. Pracował jako doradca prawny m.in. w Samband íslenskra samvinnufélaga (islandzkim zrzeszeniu spółdzielczym) i w izbie handlowej. Był zatrudniony jako nauczyciel oraz wykładowca akademicki na macierzystej uczelni.
Zaangażował się w działalność polityczną w ramach Partii Postępu, od 1960 pełnił funkcję jej wiceprzewodniczącego. W 1959 został po raz pierwszy wybrany na deputowanego do Althingu. W islandzkim parlamencie zasiadał nieprzerwanie do 1984. W latach 1969–1971 przewodniczył frakcji poselskiej Partii Postępu. W 1968 został przewodniczącym swojego ugrupowania, stojąc na jego czele do 1979. Dwukrotnie sprawował urząd premiera – od lipca 1971 do sierpnia 1974 oraz od września 1978 do października 1979. W obu przypadkach jednocześnie był ministrem sprawiedliwości i spraw kościelnych. W latach 1974–1978 był ministrem sprawiedliwości, spraw kościelnych i handlu. Od 1980 do 1983 jako minister spraw zagranicznych kierował islandzką dyplomacją.